# João José Lopes Mendes Ribeiro
João José Lopes Mendes Ribeiro (1774 — 1852) foi um magistrado e político brasileiro.
Foi membro da Junta governativa mineira de 1821-1823 e presidente da província de Minas Gerais, de 18 de dezembro de 1827 a 22 de abril de 1830.

## Família
Natural de Condeixa-a-Nova, região de Coimbra, Portugal. Foi filho do boticário António Lopes, de Condeixa-a-Nova, e de Teresa Angélica Isabel Mendes Ribeiro, de Coimbra.  
Um irmão de João José, o padre Joaquim José Lopes Mendes Ribeiro (n. em 1771 em Condeixa-a-Nova) foi deputado da Câmara dos Deputados de Minas Gerais na 1ª Legislatura, de 1826 a 1829, suplente do Conselho do Governo de Minas Gerais entre 1825 e 1829 e membro do mesmo Concelho entre 1830 e 1833. Um outro parente seu, o padre Francisco Mendes Ribeiro foi Reverendo Capelão em São Gonçalo do Sapucaí, Minas Gerais, entre 1798 e 1803, onde outros parentes estavam igualmente estabelecidos. 
Fora casado em primeiras núpcias com Isabel Damiana Monteiro, natural de Santa Justa, Coimbra. Deste casamente, teve, dentre outros, o bacharel João Procópio Lopes Mendes Ribeiro, feito juiz de fora da Vila do Príncipe em 1829.  
Contraiu segundas núpcias com D. Mariana de Toledo Ribas, filha de José Bonifácio Ribas e D. Ana Maria de Toledo, sendo irmã de D. Escolástica Bonifácia de Toledo Ribas, Viscondessa de Castro, e tia da Marquesa de Santos. Do segundo matrimônio tiveram um filho, Luiz Gabriel Mendes Ribeiro. 

## Biografia
Mendes Ribeiro formou-se em Direito na Universidade de Coimbra em 1798.
Exerceu a advocacia em Lisboa até 1805, quando é despachado Secretário do Governo da Capitania de Minas Gerais, cargo que exerceu até 1821.
Foi deputado e secretário da Junta governativa mineira de 1821 a 1823.
Em 1824, é nomeado juiz de fora em São João Del Rei, cargo que exerce até 1826, ao assumir Ouro Preto.
Em 1825, é nomeado conselheiro do Conselho do Presidente da Província de Minas Gerais.
Em 07 de abril de 1827 exercia o cargo de juiz de fora e Presidente do Senado da Câmara de Ouro Preto, quando teve a nomeação de Presidente da Província de São Paulo, que não chegou a exercer por ser logo em seguida transferido para ser Presidente da Província de Minas Gerais, cuja administração dirigiu interrompidamente de 18 de dezembro de 1827 a 22 de abril de 1830, em decorrência de ser também deputado na Assembleia Geral do Império.
Foi membro da Junta governativa mineira de 1821-1823 e presidente da província de Minas Gerais, de 18 de dezembro de 1827 a 22 de abril de 1830.
Foi deputado por Minas Gerais na Assembleia Geral em suas duas primeiras legislaturas (1826 - 1829 e 1830 - 1833) e duas vezes apresentado em lista tríplice para Senador do Império.
Em 14 de maio de 1830, é nomeado conselheiro de Capa e Espada do Conselho da Fazenda.
Comendador da Ordem de Cristo por Decreto de 12 de outubro de 1826; Cavaleiro da Ordem da Rosa por Decreto de 23 de fevereiro de 1831.

Faleceu em 1852 em Cachoeira do Campo, Ouro Preto, Minas Gerais.